# Provincia de Mpumalanga
Mpumalanga (/əmˌpuːməˈlɑːŋɡə/ⓘ antiguamente Transvaal Oriental en zulú: iMpumalanga) es una de las nueve provincias que forman la República de Sudáfrica. Su capital es Nelspruit. Está ubicada al este del país, limitando al norte con Limpopo, al este con Mozambique, al sur con Suazilandia y KwaZulu-Natal, al suroeste con Estado Libre y al oeste con Gauteng.
Su nombre significa "el lugar donde el sol sale". Ocupa el 6.5% del país.

## Geografía
El Drakensberg atraviesa Mpumalanga. Las zonas altas están ocupadas por praderas llamadas Highveld mientras las zonas bajas tienen un clima subtropical llamado Lowveld/Bushveld. Aquí se halla la parte sur del parque nacional Kruger.

## Fauna y flora
- Reserva Natural Blyderivierspoort
- Gran Parque Transfronterizo de Limpopo antes llamado Gaza-Kruger-Gonarezhou. Integra un parque internacional que incluye el parque nacional Kruger de Sudáfrica, Coutada 16 (Mozambique) y Gonarezhou (Zimbabue).
- Reserva de caza Sabi-Sand que es un conjunto de numerosas reservas privadas.

## Economía
El contraste climático entre el seco Highveld, con sus inviernos fríos, y el caliente y húmedo Lowveld permite una gran variedad de cultivos: maíz, trigo, sorgo, cebada, semilla de girasol, caña de azúcar, verduras, café, té, algodón, tabaco, cítricos, frutas subtropicales y madera.
Los pastos naturales cubren un 14% de Mpumalanga. Los principales productos son carne de vacuno, ovino, lana, pollos y leche.
Los minerales incluyen: Oro, Platino, Sílice, Cromo, Magnetita, Zinc, Antimonio, Cobalto, Cobre, Hierro, Manganeso, Estaño, Carbón, Andalucita, Amianto, Kieselguhr, Caliza, Magnesita, Talco y Esquisto.
Junto a los yacimientos de carbón se hallan las mayores centrales térmicas de Sudáfrica.

## Demografía
| Grupos étnicos | Grupos étnicos |  | Lenguas    | Lenguas |
| -------------- | -------------- |  | ---------- | ------- |
| Africanos      | 92.4%          |  | SiSwati    | 30.8%   |
| Blancos        | 6.5%           |  | IsiZulu    | 26.4%   |
| Asiáticos      | 0.2%           |  | IsiNdebele | 12.1%   |
| Mestizos       | 0.2%           |  | Sepedi     | 10.8%   |

| Gráfica de evolución de Provincia de Mpumalanga entre 2001 y 2018 |
|                                                                   |

## Municipios
Mpumalanga está dividida en tres distritos municipales, subdivididos en un total de 18 municipios locales:
| - Distrito Municipal de Ehlanzeni - Bushbruckridge - Mbombela - Nkomazi - Thaba Chweu - Umjindi | - Distrito Municipal de Gert Sibande - Albert Luthuli - Dipaleseng - Govan Mbeki - Lekwa - Mkhondo - Msukaligwa - Pixley ka Seme | - Distrito Municipal de Nkangala - Delmas - Dr JS Moroka - Emalahleni - Highlands - Steve Tshwete - Thembisile |